# Maltese Premier League (2017/2018)
Premier League Malti 2017/2018 (ze względów sponsorskich zwana jako BOV Premier League) – była 103. edycją najwyższej klasy rozgrywkowej piłki nożnej na Malcie.
Brało w niej udział 14 drużyn, które w okresie od 18 sierpnia 2017 do 21 kwietnia 2018 rozegrały 26 kolejek meczów.
Obrońcą tytułu była drużyna Hibernians.
Mistrzostwo po raz dwudziesty czwarty w historii zdobyła drużyna Valletta.

## Drużyny
| Uczestnicy poprzedniej edycji | Uczestnicy poprzedniej edycji | Uczestnicy poprzedniej edycji | Uczestnicy poprzedniej edycji |
| --- | ----------------------------- | ----------------------------- | ----------------------------- |
| HIB | Hibernians                    | Paola                         | 1                             |
| BAL | Balzan FC                     | Balzan                        | 2                             |
| BIR | Birkirkara FC                 | Birkirkara                    | 3                             |
| VAL | Valletta FC                   | Valletta                      | 4                             |
| FLO | Floriana FC                   | Floriana                      | 5                             |
| SLI | Sliema Wanderers              | Sliema                        | 6                             |
| GŻI | Gżira United FC               | Gżira                         | 7                             |
| STA | St. Andrews FC                | St. Andrew’s                  | 8                             |
| TAR | Tarxien Rainbows              | Tarxien                       | 9                             |
| ĦAM | Ħamrun Spartans               | Ħamrun                        | 10                            |
| po barażach |                               |                               |                               |
| MOS | Mosta                         | Mosta                         | 11                            |
| Awans z Maltese First Division |                               |                               |                               |
| LIJ | Lija Athletic FC              | Lija                          | 1                             |
| SEN | Senglea Athletic FC           | Senglea                       | 2                             |
| NAX | Naxxar Lions FC               | Naxxar                        | 3                             |
| Oznaczenia: - kolumna pierwsza – skróty nazw drużyn, - kolumna trzecia – siedziba klubu, - kolumna czwarta – miejsce zajęte w poprzednim sezonie. |                               |                               |                               |

## Format rozgrywek
Wprowadzono nowy format ligi.
Liczba drużyn wchodzących w skład Premier League wzrosła z 12 do 14. Drużyny grały klasycznie, rozgrywając mecz i rewanż w 26 kolejkach.

## Tabela
| Lp. | Drużyna                 | M  | Z  | R  | P  | B+ | B- | +/– | Pkt | Kwalifikacja lub spadek                     |
| --- | ----------------------- | -- | -- | -- | -- | -- | -- | --- | --- | ------------------------------------------- |
| 1   | Valletta (M, P)         | 26 | 17 | 7  | 2  | 40 | 11 | +29 | 58  | Liga Mistrzów UEFA • I runda kwalifikacyjna |
| 2   | Balzan                  | 26 | 16 | 7  | 3  | 42 | 19 | +23 | 55  | Liga Europy UEFA • I runda kwalifikacyjna   |
| 3   | Gżira United            | 26 | 15 | 6  | 5  | 52 | 33 | +19 | 51  | Liga Europy UEFA • Runda wstępna            |
| 4   | Birkirkara              | 26 | 15 | 2  | 9  | 44 | 28 | +16 | 47  | Liga Europy UEFA • Runda wstępna            |
| 5   | Hibernians              | 26 | 13 | 7  | 6  | 43 | 16 | +27 | 46  |                                             |
| 6   | Floriana                | 26 | 12 | 10 | 4  | 48 | 18 | +30 | 46  |                                             |
| 7   | Sliema Wanderers        | 26 | 11 | 7  | 8  | 35 | 26 | +9  | 40  |                                             |
| 8   | Ħamrun Spartans         | 26 | 10 | 5  | 11 | 39 | 33 | +6  | 35  |                                             |
| 9   | Senglea Athletic        | 26 | 7  | 5  | 14 | 29 | 47 | −18 | 26  |                                             |
| 10  | Mosta                   | 26 | 7  | 5  | 14 | 28 | 52 | −24 | 26  |                                             |
| 11  | St. Andrews             | 26 | 6  | 6  | 14 | 21 | 41 | −20 | 24  |                                             |
| 12  | Tarxien Rainbows (B, O) | 26 | 6  | 5  | 15 | 34 | 56 | −22 | 23  | Baraż o Maltese Premier League              |
| 13  | Naxxar Lions (S)        | 26 | 5  | 7  | 14 | 27 | 41 | −14 | 22  | Spadek do Maltese First Division            |
| 14  | Lija Athletic (S)       | 26 | 1  | 3  | 22 | 23 | 84 | −61 | 6   | Spadek do Maltese First Division            |

## Wyniki
| Gospodarz \ Gość | BAL | BIR | FLO | GŻI | ĦAM | HIB | LIJ | MOS | NAX | SEN | SLI | StA | TAR | VAL |
| ---------------- | --- | --- | --- | --- | --- | --- | --- | --- | --- | --- | --- | --- | --- | --- |
| Balzan           |     | 2–1 | 1–1 | 0–0 | 2–0 | 1–0 | 4–3 | 2–0 | 2–0 | 2–1 | 0–0 | 3–1 | 1–0 | 2–1 |
| Birkirkara       | 1–3 |     | 1–1 | 4–0 | 4–2 | 1–3 | 2–1 | 2–0 | 3–2 | 5–0 | 2–1 | 2–0 | 3–1 | 0–3 |
| Floriana         | 1–1 | 0–2 |     | 1–1 | 1–0 | 0–1 | 6–0 | 5–0 | 2–0 | 3–0 | 1–0 | 4–0 | 5–0 | 1–1 |
| Gżira United     | 1–2 | 2–0 | 0–0 |     | 4–0 | 3–2 | 3–2 | 2–2 | 3–1 | 4–1 | 2–1 | 1–1 | 3–1 | 2–1 |
| Ħamrun Spartans  | 0–0 | 0–1 | 0–1 | 1–2 |     | 0–1 | 1–1 | 5–2 | 2–0 | 3–0 | 2–3 | 1–1 | 2–1 | 0–0 |
| Hibernians       | 1–0 | 1–0 | 1–1 | 2–0 | 0–0 |     | 7–0 | 3–0 | 1–1 | 5–1 | 0–1 | 4–0 | 2–2 | 0–0 |
| Lija Athletic    | 0–3 | 0–2 | 2–6 | 0–4 | 1–5 | 0–3 |     | 1–5 | 0–4 | 2–3 | 0–2 | 1–2 | 0–4 | 1–3 |
| Mosta            | 0–5 | 0–3 | 2–2 | 3–5 | 0–2 | 0–0 | 3–1 |     | 0–2 | 2–1 | 1–1 | 1–0 | 3–1 | 0–1 |
| Naxxar Lions     | 0–0 | 0–2 | 1–2 | 0–2 | 1–4 | 0–0 | 1–1 | 2–0 |     | 3–0 | 1–5 | 3–1 | 1–2 | 0–1 |
| Senglea Athletic | 0–1 | 1–0 | 0–0 | 1–1 | 1–3 | 0–1 | 2–0 | 5–2 | 2–1 |     | 3–0 | 2–1 | 2–2 | 0–1 |
| Sliema Wanderers | 1–2 | 3–0 | 2–2 | 2–1 | 1–0 | 1–0 | 2–0 | 0–1 | 1–1 | 2–2 |     | 1–0 | 1–1 | 0–1 |
| St. Andrews      | 3–2 | 1–0 | 1–0 | 2–3 | 1–2 | 2–1 | 1–1 | 0–0 | 0–0 | 1–0 | 0–2 |     | 2–3 | 0–1 |
| Tarxien Rainbows | 3–1 | 1–3 | 0–2 | 1–2 | 1–4 | 0–3 | 2–3 | 0–1 | 5–2 | 1–1 | 2–1 | 0–0 |     | 0–2 |
| Valletta         | 0–0 | 0–0 | 1–0 | 2–1 | 3–0 | 2–1 | 4–2 | 1–0 | 0–0 | 1–0 | 1–1 | 3–0 | 6–0 |     |

## Baraż o Maltese Premier League
Tarxien Rainbows wygrał baraż z trzecią drużyną Maltese First Division Żejtun Corinthians o miejsce w Maltese Premier League na sezon 2018/2019.
| 27 kwietnia 2018 | Tarxien Rainbows | 1:0   | Żejtun Corinthians |                                                             |
| 19:00            | James Brincat 8' | (1:0) |                    | Hibernians Stadium, Paola Widzów: 1 871 Sędzia: Stefan Pace |

## Najlepsi strzelcy
| Bramki | Strzelcy               | Drużyna                         |
| ------ | ---------------------- | ------------------------------- |
| 21     | Amadou Samb            | Gżira United                    |
| 17     | Mario Fontanella       | Floriana                        |
| 14     | Bojan Kaljević         | Balzan                          |
| 11     | Erjon Beu              | Lija Athletic                   |
| 11     | Jurgen Degabriele      | Hibernians                      |
| 11     | Jake Grech             | Birkirkara                      |
| 10     | Ricardo da Silva Faria | Tarxien Rainbows                |
| 10     | Clayton Failla         | Hibernians                      |
| 10     | Emmanuel Okoye         | Gżira United                    |
| 10     | Samba Tounkara         | Tarxien Rainbows / Gżira United |

Źródło:

## Stadiony
| Ta’ QaliCentenaryTony BezzinaVictor · Tedesco | Ta’ Qali         | Ta’ Qali          | Paola                | Marsa                  |
| Ta’ QaliCentenaryTony BezzinaVictor · Tedesco | Ta’ Qali Stadium | Centenary Stadium | Tony Bezzina Stadium | Victor Tedesco Stadium |
| Ta’ QaliCentenaryTony BezzinaVictor · Tedesco |                  |                   |                      |                        |

Źródło: